# Prąd stały / Prąd zmienny
Prąd stały / Prąd zmienny – czwarty studyjny album zespołu Lao Che. Płyta ukazała się 1 marca 2010 roku. Wydawnictwo zawiera 12 utworów.

## Lista utworów
1. Historia stworzenia świata – 4:04
2. Krzywousty – 4:39
3. Magistrze pigularzu – 5:05
4. Czas – 3:46
5. Życie jest jak tramwaj – 4:00
6. Dłonie – 5:00
7. Kryminał – 4:09
8. Prąd stały / prąd zmienny – 4:47
9. Urodziła mnie ciotka – 4:10
10. Wielki kryzys – 5:32
11. Sam O'tnosc – 5:24
12. Zima stulecia – 3:20[4]

## Promocja
W ramach promocji albumu zespół wyruszył w trasę koncertową Prąd Stały / Prąd Zmienny Tour oraz zagrał na licznych festiwalach w tym na Przystanku Woodstock 2010.
Z albumu zostały wydane jak dotąd 3 radiowe single, kolejno: Czas, Zima stulecia i Prąd Stały/ Prąd Zmienny. Osiągnęły one wysokie miejsca na Liście Przebojów radiowej Trójki.

## Odbiór
Na łamach „Teraz Rocka” Marek Świrkowicz stwierdził: „Potrafili zaskoczyć, odważnie zapuścić się na nowe dla nich terytoria, nie tracąc przy tym własnej tożsamości”. Jednocześnie Spiętego jako wokalistę krytykował za interpretacyjne „przeszarżowania”. Album został generalnie oceniony jako nierówny. Według Świrkowicza stylistyczna wolta zespołu „tuszuje brak pomysłów na fajne piosenki”. Teksty są „pełne słownych gier, zaskakujących konstrukcji i erudycyjnych odniesień”, ale też w porównaniu z wcześniejszą twórczością grupy „brakuje w nich efektownej, dającej do myślenia błyskotliwości”.

Robert Ziębiński z „Newsweeka” przyznał albumowi ocenę 4 (w pięciostopniowej skali). Ocenił go jako „zróżnicowany, odrobinę eksperymentalny”. Płytę uznał za najlepszą w dotychczasowym dorobku grupy.

Adrian Chorębała („Machina”) również zwrócił uwagę na nierówność albumu, pisząc o „muzyce niesfornej, eksperymentalnej, ale też ocierającej się o egzaltację i nie zawsze zrozumiałych tekstach”. Docenił „odwagę w poszukiwaniu własnego brzmienia”, krytykował zaś zespół za „brak finezji i obycia muzycznego” oraz „trywializację” w warstwie lirycznej.

Bartek Kot (Onet) w tonie apologetycznym stwierdza, że „nowy album to nowa jakość w dyskografii zespołu” i pomimo mariażu z elektroniką „nowym kompozycjom nie brak wyrazu i rockowego pazura”. Jednocześnie przyznaje, że album jest „może mniej wciągający od wcześniejszych dokonań” Lao Che.

Według Roberta Sankowskiego z „Gazety Wyborczej” Spięty jako autor tekstów „piętrzy zaskakujące, czasem wręcz karkołomne skojarzenia i metafory”. Recenzent zwraca uwagę na naturalność, z jaką Lao Che „łączy analogową elektronikę z nową falą, taneczny trans z teatralnym klimatem, tango z dyskoteką” i na skojarzenia z klasykami polskiej muzyki.

## Single
| 2010 | Czas                      | 4  |
| 2010 | Zima stulecia             | 14 |
| 2010 | Prąd stały / Prąd zmienny | 4  |

## Pozycje na listach
| Lista | Kraj   | Pozycja |
| ----- | ------ | ------- |
| OLiS  | Polska | 5       |